# Джамму и Кашмир (союзная территория)
Джа́мму и Кашми́р (догри जम्मू और कश्मीर, урду جموں اور کشمیر‎, кашм. جۄم تہٕ کٔشِیر, англ. Jammu and Kashmir) — союзная территория на севере Индии. Крупнейший город и летний центр — Сринагар, зимний центр — Джамму. Население — 12 258 433 человек (данные на 2011 год по штату за вычетом Ладакха).
Расположена в Гималайских горах. Джамму и Кашмир граничит с союзной территорией Ладакх на востоке и севере, штатами Химачал-Прадеш и Пенджаб на юге, с Пакистаном на западе и на северо-западе. Полная или частичная принадлежность территории бывшего княжества Джамму и Кашмир в границах союзной территории Индии оспаривается Пакистаном. В Пакистане контролируемую Индией часть штата Джамму и Кашмир считают оккупированной территорией. Контролируемая Пакистаном часть Кашмира разделена на Азад-Кашмир и Гилгит-Балтистан.
5 августа 2019 года правительство Индии приняло решение исключить из Конституции Индии статью 370, наделявшую особым статусом северный штат Джамму и Кашмир, и внесло законопроект о разделении его на две союзные территории — Джамму и Кашмир и Ладакх. Этому решению предшествовали значительное наращивание военной мощи на территории штата, введение комендантского часа, прекращение доступа к Интернету и мобильной связи по всему штату, а также аресты местных политических лидеров.

## География и климат
На территории Джамму и Кашмира расположены Кашмирская долина, долина Тави, долина Ченаб, долина Пунч, Синдская и Лиддерская долины. Главная из них — Кашмирская долина — имеет ширину 100 км и площадь 15 520,3 км². Горы отделяют долину от Ладакха, в то время как хребет Пир-Панджал, охватывающий Кашмир с запада и юга, отделяет территорию штата от равнин северной Индии. На северо-востоке долины примыкают к Гималаям. Средняя высота в этом районе составляет около 1850 м, а в районе Пир Панджал — 5000 м.
Джелам является крупной гималайской рекой, которая протекает через Кашмирскую долину. Реки Инд, Тави, Рави и Ченаб являются основными реками, протекающими через штат. В Джамму и Кашмир расположены несколько гималайских ледников. При средней высоте 5753 м над уровнем моря, ледник Сиачен длиной 70 км является длиннейшим в Гималаях.
Климат в штате Джамму и Кашмир колеблется из-за наличия высотной поясности. На юге вокруг Джамму, климат обычно муссонный, несмотря на то, что регион является западным, выпадает в среднем от 40 до 50 мм дождя в месяц в период с января по март. В жаркий сезон, в Джамму очень жарко и может доходить до 40 °C , а в июле и августе начинаются дожди, проливающие по 650 мм влаги в месяц. В сентябре количество осадков снижается, а к октябрю наступает жаркая и очень сухая погода, с минимальным количеством осадков и температурой около 29 °С.
Территории за хребтом Пир-Панджал получают влагу из облаков с Аравийского моря, Сринагар получает более 635 мм от дождя, за время влажных месяцев с марта по май примерно по 85 мм в месяц. Через главный Гималайских хребет облака не перелетают, поэтому климат Ладакха и Занскара чрезвычайно сухой и холодный. Ежегодные осадки всего лишь около 100 мм в год, а влажность воздуха очень низка. В этом регионе, почти везде выше 3000 метров над уровнем моря, а зимой очень холодно. В Занскаре, средняя температура января −20 °C , иногда до −40 °C . Все реки замерзают и местные жители используют их вместо дорог. Летом в Ладакхе и Занскаре около 20 °С (днём), воздух сухой, а ночи холодные.

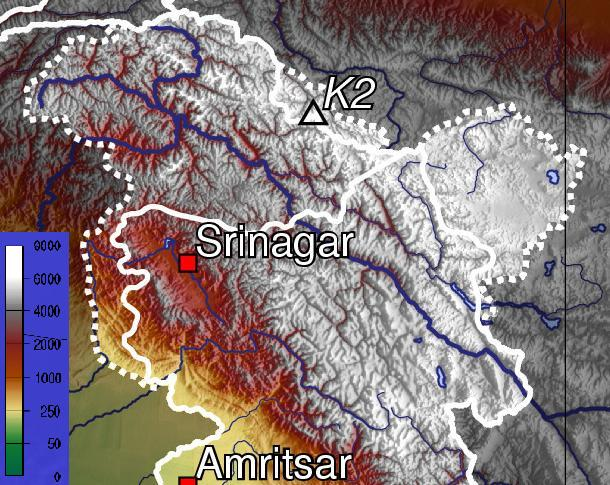
Топографическая карта долины Кашмир, Джамму Ладака.
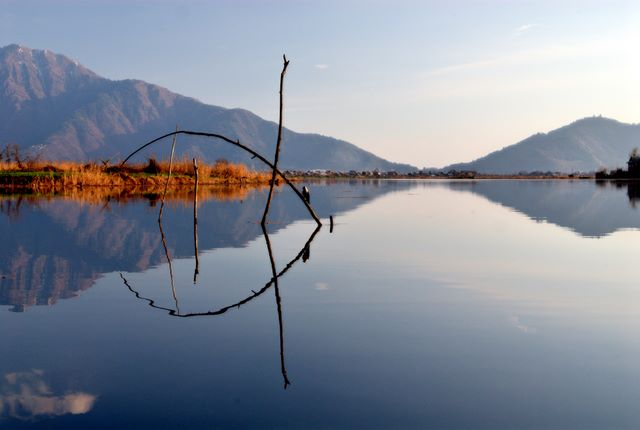
Озеро Нагин

## Административно-территориальное деление

Союзная территория Джамму и Кашмир (синим) со спорными областями Азад-Кашмир и Гилгит-Балтистан (зелёным).

Округа союзной территории Джамму и Кашмир

Союзная территория включает область Джамму и Кашмирскую долину, состоящие из 20 округов.
| Джамму 1. округ Катхуа 2. округ Джамму 3. округ Самба 4. округ Удхампур 5. округ Риаси 6. округ Раджоури 7. округ Пунч 8. округ Дода 9. округ Рамбан 10. округ Киштвар |  | 1. округ Анантнаг 2. округ Кулгам 3. округ Пулвама 4. округ Шопиан 5. округ Будгам 6. округ Сринагар 7. округ Гандербал 8. округ Бандипора 9. округ Барамулла 10. округ Купвара |

Некоторые округа были сформированы недавно.
Азад-Кашмир находится под контролем Пакистана как один из его регионов. Спорная пакистанская область Гилгит-Балтистан («Северные территории») административно Индией относится к Ладакху.

## Население

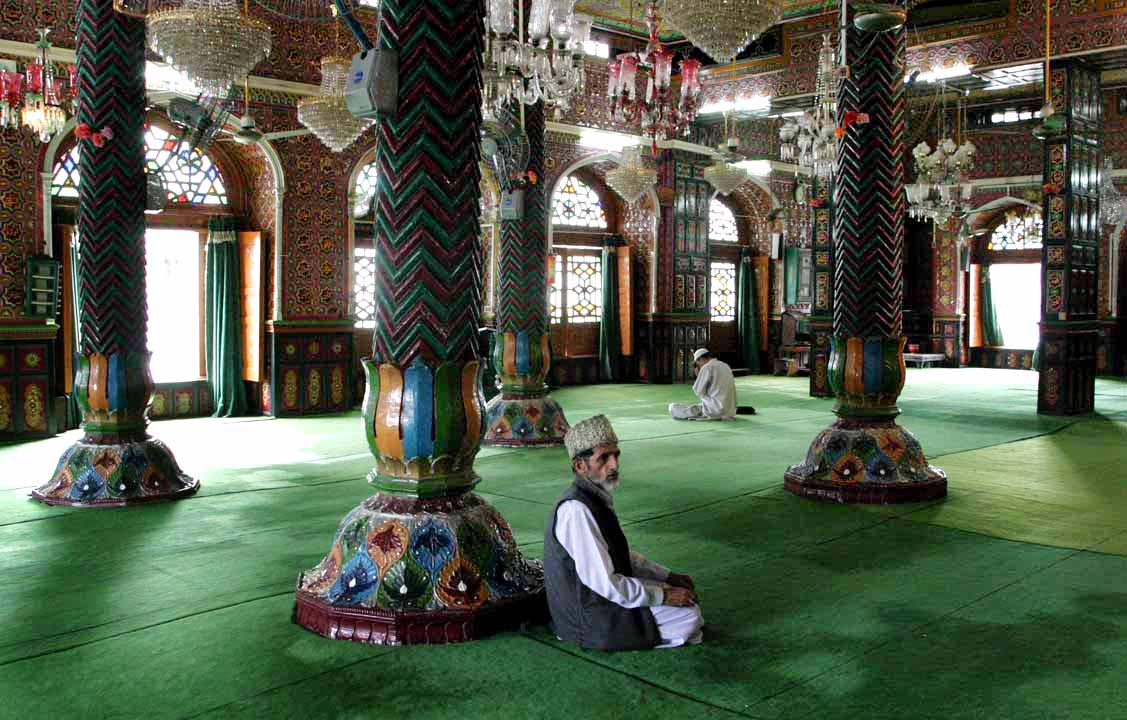
Мечеть в Сринагаре

За исключением союзной территории Лакшадвип, Джамму и Кашмир — единственный регион с мусульманским большинством. Ислам исповедуют 97 % населения кашмирской долины, а 65 % в Джамму составляют индуисты (мусульмане 31 %, а сикхи 4 %).
Согласно мнению политолога Александра Эванса, приблизительно 95 % из 160 000—170 000 кашмирских брахманов, также называемых кашмирские пандиты, (то есть около 150 000—160 000) покинули Кашмир из-за военных конфликтов. По оценкам ЦРУ, около 300 000 кашмирских пандитов из Джамму и Кашмира вынуждены были переселиться.
| Территория | Население | % Мусульмане | % Индуисты | % Сикхи | % Буддисты/Другие |
| --- | --------- | ------------ | ---------- | ------- | ----------------- |
| Кашмир (53,9 %) | 5 476 970 | 97,16 %      | 1,84 %     | 0,88 %  | 0,11 %            |
| Джамму (43,7 %) | 4 430 191 | 30,69 %      | 65,23 %    | 3,57 %  | 0,51 %            |
| Джамму и Кашмир | 9 907 161 | 67,44 %      | 30,19 %    | 2,08 %  | 0,29 %            |
| Подсчитано 2001 Census India District Profiles. Дата обращения: 4 декабря 2019. Архивировано из оригинала 25 февраля 2018 года. Около 50 000—100 000 кашмирских мусульман и 150 000—300 000 пандитов стали вынужденными переселенцами. |           |              |            |         |                   |

В союзной территории распространены языки кашмири, урду, догри и др. Урду, использующий персидское письмо, — официальный язык, многие понимают хинди или английский язык.

## Туризм
Кашмирская долина — живописное место между Гималаями и хребтом Пир-Панджал. Здесь распространён экотуризм. Самыми посещаемыми местами являются сады империи Великих Моголов, озёра, девственные леса, альпийские луга предгорий Гималаев. В долине множество древних храмов и святынь, что делает её важным местом для индуистов и буддистов. После 1989 года, когда произошло Восстание в Джамму и Кашмире, пострадала туристическая индустрия в штате, более всего затронувшая экономику в Кашмирской долине. Однако святыни Джамму продолжали оставаться популярными местами паломничества и туризма. Ежегодно тысячи индуистских паломников посещают святыни Вайшно-деви и Амарнатха, что оказывает значительное влияние на экономику союзной территории. К 2010-м годам туризм в долине Кашмира стал восстанавливаться и достигать значений доконфликтного 1989 года.